# Amerikanska Jungfruöarna i olympiska sommarspelen 2016
Amerikanska Jungfruöarna deltog med sju deltagare vid de olympiska sommarspelen 2016 i Rio de Janeiro. Ingen av landets deltagare erövrade någon medalj.

## Boxning
Herrar
| Boxare          | Gren          | Omgång 1             | Omgång 2             | Kvartsfinal          | Semifinal            | Final                | Final            |
| Boxare          | Gren          | Motståndare Resultat | Motståndare Resultat | Motståndare Resultat | Motståndare Resultat | Motståndare Resultat | Placering        |
| --------------- | ------------- | -------------------- | -------------------- | -------------------- | -------------------- | -------------------- | ---------------- |
| Clayton Laurent | Supertungvikt | Pfeifer (GER) W 2–1  | Yoka (FRA) 0L 0–3    | Gick inte vidare     | Gick inte vidare     | Gick inte vidare     | Gick inte vidare |

## Friidrott
Förkortningar
- Notera– Placeringar avser endast det specifika heatet.
- Q = Tog sig vidare till nästa omgång
- q = Tog sig vidare till nästa omgång som den snabbaste förloraren eller, i fältgrenarna, genom placering utan att nå kvalgränsen
- NR = Nationellt rekord
- N/A = Omgången fanns inte i grenen
- Bye = Idrottaren behövde inte tävla i omgången

Herrar
Bana och väg
| Idrottare    | Gren                     | Heat     | Heat      | Semifinal        | Semifinal        | Final            | Final            |
| Idrottare    | Gren                     | Resultat | Placering | Resultat         | Placering        | Resultat         | Placering        |
| ------------ | ------------------------ | -------- | --------- | ---------------- | ---------------- | ---------------- | ---------------- |
| Eddie Lovett | Herrarnas 110 meter häck | 13,77    | 7         | Gick inte vidare | Gick inte vidare | Gick inte vidare | Gick inte vidare |

Fältgrenar
| Idrottare      | Gren              | Kval    | Kval      | Final            | Final            |
| Idrottare      | Gren              | Distans | Placering | Distans          | Placering        |
| -------------- | ----------------- | ------- | --------- | ---------------- | ---------------- |
| Muhammad Halim | Herrarnas tresteg | NM      | —         | Gick inte vidare | Gick inte vidare |

Damer
Bana och väg
| Idrottare              | Gren               | Heat     | Heat      | Semifinal        | Semifinal        | Final            | Final            |
| Idrottare              | Gren               | Resultat | Placering | Resultat         | Placering        | Resultat         | Placering        |
| ---------------------- | ------------------ | -------- | --------- | ---------------- | ---------------- | ---------------- | ---------------- |
| LaVerne Jones-Ferrette | Damernas 200 meter | 23,35    | 6         | Gick inte vidare | Gick inte vidare | Gick inte vidare | Gick inte vidare |

## Segling
Herrar
| Seglare     | Gren            | Lopp | Lopp | Lopp | Lopp | Lopp | Lopp | Lopp | Lopp | Lopp | Lopp | Lopp | Nettopoäng | Finalplacering |
| Seglare     | Gren            | 1    | 2    | 3    | 4    | 5    | 6    | 7    | 8    | 9    | 10   | M*   | Nettopoäng | Finalplacering |
| ----------- | --------------- | ---- | ---- | ---- | ---- | ---- | ---- | ---- | ---- | ---- | ---- | ---- | ---------- | -------------- |
| Cy Thompson | Herrarnas laser | 13   | 4    | 11   | 35   | 32   | 33   | 6    | 20   | 17   | 16   | EL   | 152        | 19             |

## Simning
| Simmare         | Gren                    | Heat    | Heat      | Semifinal        | Semifinal        | Final            | Final            |
| Simmare         | Gren                    | Tid     | Placering | Tid              | Placering        | Tid              | Placering        |
| --------------- | ----------------------- | ------- | --------- | ---------------- | ---------------- | ---------------- | ---------------- |
| Rexford Tullius | Herrarnas 200 m ryggsim | 1.59,14 | 20        | Gick inte vidare | Gick inte vidare | Gick inte vidare | Gick inte vidare |
| Caylee Watson   | Damernas 100 m ryggsim  | 1.07,19 | 30        | Gick inte vidare | Gick inte vidare | Gick inte vidare | Gick inte vidare |